# Melinoides albonotaria
Melinoides albonotaria är en fjärilsart som beskrevs av Thierry-mieg 1916. Melinoides albonotaria ingår i släktet Melinoides och familjen mätare. Inga underarter finns listade i Catalogue of Life.